# Ricardo Flores Magón
Cipriano Ricardo Gerónimo Flores Magón, conocido como Ricardo Flores Magón (San Antonio Eloxochitlán, Oaxaca, México; 16 de septiembre de 1873-Leavenworth, Kansas, Estados Unidos; 21 de noviembre de 1922), fue un notorio anarquista, socialista, activista, escritor y filósofo mexicano.
Uno de los tres hermanos Flores Magón, líderes de los magonistas, se lo considera una figura importante en el movimiento social que precipitó la Revolución mexicana.

## Datos biográficos
Hijo de una familia de tradición liberal, fue el segundo de tres hermanos. Su madre fue Margarita Magón, hija de hispanoamericanos, nació cerca de la Ciudad de Puebla y su padre, Teodoro Flores, fue un militar mestizo con el grado de teniente coronel, avecindado entre indígenas mazatecos, que combatió en contra de la invasión estadounidense, en la Guerra de Reforma, en el ejército liberal de Benito Juárez.
Los primeros años de su vida transcurrieron en el estado de Oaxaca, donde convivió con indígenas de la Sierra Mazateca. A la edad de 8 años emigró con su familia a la Ciudad de México, donde cursó estudios en la Escuela Nacional Preparatoria e inició la carrera de abogado en la Escuela Nacional de Jurisprudencia, la cual no concluyó.
En 1892 participó en los disturbios estudiantiles en contra de la tercera reelección de Porfirio Díaz en la presidencia de México, y colaboró como periodista en el periódico de oposición El Demócrata, dirigido por Joaquín Clausell.[cita requerida]
Entre 1897 y 1900 vivió en el distrito de Mazatlán de las Flores, Oaxaca, donde trabajó como contador en "Compañía Siordia y Flores Magón, comerciantes, importadores, exportadores y comisionistas".

## Trayectoria

### Fundación deRegeneración

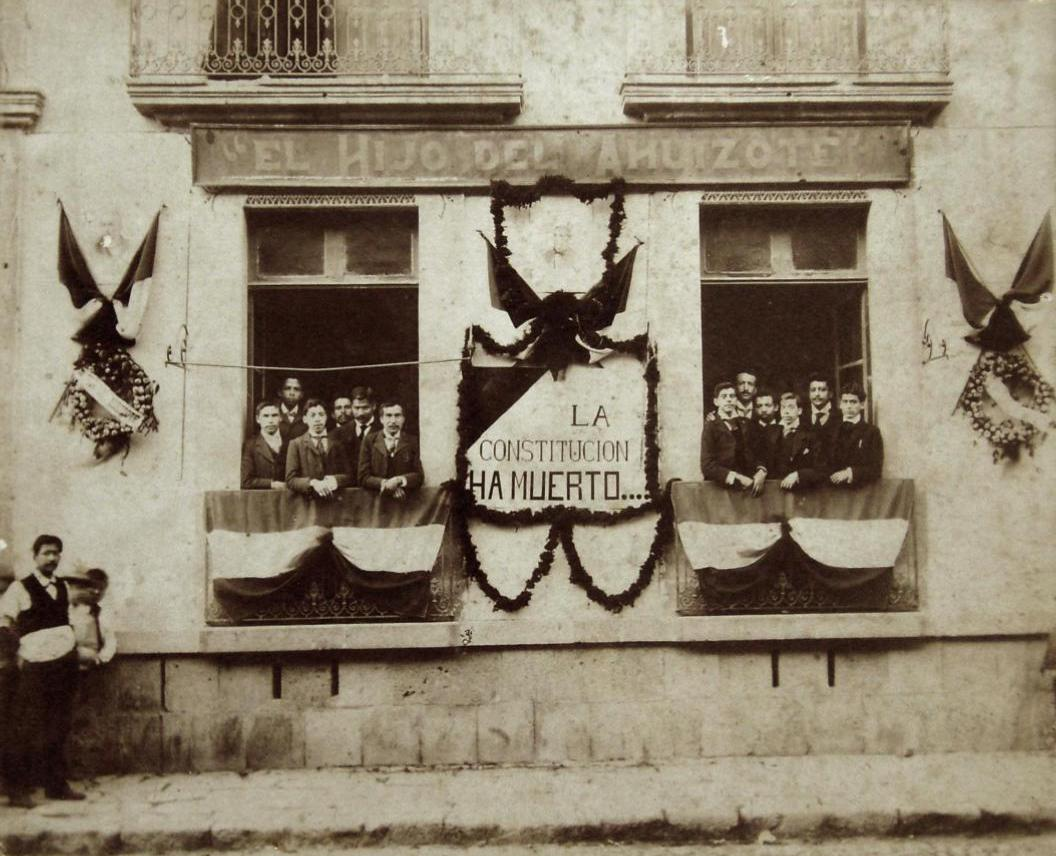
Protesta en las oficinas del periódico antiporfirista El hijo de El Ahuizote, en 1903.

Regresa a la Ciudad de México en 1900 y junto con su hermano mayor, Jesús, funda el periódico jurídico Regeneración, un medio independiente desde donde critican la corrupción del sistema judicial del régimen dictatorial de Porfirio Díaz, lo que provocó su encarcelamiento.[cita requerida]
En 1901, asiste al Primer Congreso de Clubes Liberales en la ciudad de San Luis Potosí, en el cual ataca con rudeza al gobierno de Díaz. En consecuencia, el periódico es suprimido y Flores Magón es nuevamente encarcelado. En 1902, arrienda el periódico de sátira política El hijo de El Ahuizote, en el que colaboraba José Guadalupe Posada con caricaturas cargadas de agudas críticas en contra del régimen de Díaz.[cita requerida]
El 5 de febrero de 1903, junto con su hermano menor, Enrique, y otros liberales participa en las protestas, colocando en el balcón de las oficinas de El Hijo de El Ahuizote un gran crespón negro en señal de luto y la frase "La Constitución ha muerto", refiriéndose a la Constitución de 1857, promulgada también un 5 de febrero. Es aprehendido una vez más, y cuando es liberado en 1904, parte rumbo a Laredo, Texas, exiliándose con su hermano, su padre y otros compañeros.[cita requerida]

### Exilio y fundación del Partido Liberal Mexicano

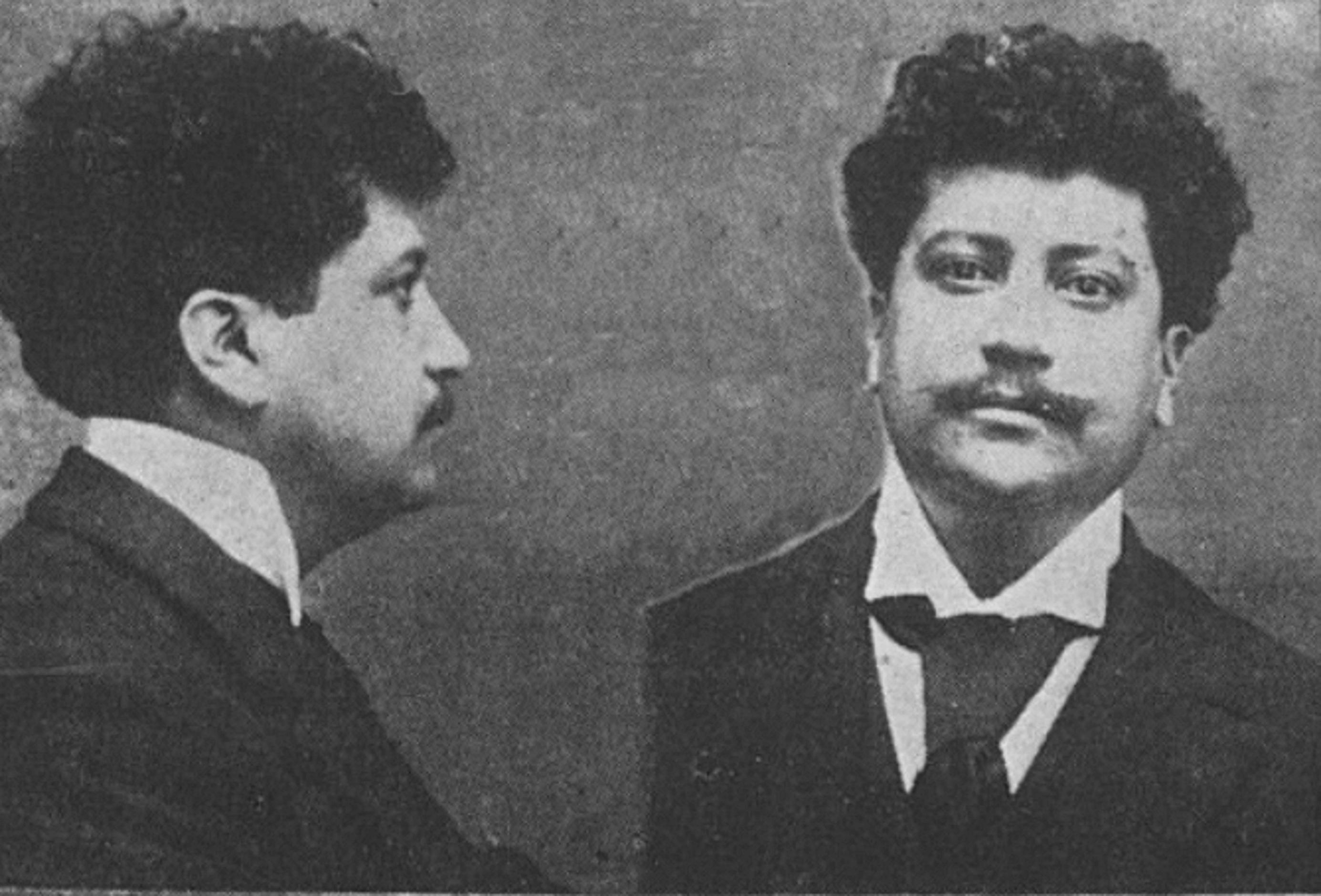
Flores Magón, preso en 1906.

Exiliado en los Estados Unidos, Flores Magón vuelve a publicar el periódico Regeneración y en 1905 participa en la constitución de la Junta Organizadora del Partido Liberal Mexicano en San Luis, Misuri. El 1 de julio de 1906 preside la fundación del Partido Liberal Mexicano, junto con Juan Sarabia, Antonio I. Villarreal, Librado Rivera, Manuel Sarabia, Rosalío Bustamante y Enrique Flores Magón.[cita requerida]
Entre los postulados del nuevo partido había ideas muy revolucionarias para aquella época, tales como la supresión de la reelección, la supresión de la pena de muerte para presos políticos y comunes, la obligatoriedad de la enseñanza elemental hasta los 14 años, el establecimiento de un salario mínimo, la expropiación de latifundios y las tierras ociosas, así como la regulación y reducción de las jornadas de trabajo.[cita requerida]
A principios de 1908, estando preso en Los Ángeles, se entrevistó con el periodista John Kenneth Turner, quien se ve motivado a realizar un viaje a México con el ánimo de constatar la situación social que Flores Magón le describió. Durante este periodo entabla relación con María Talavera Broussé, quien sería en adelante su compañera sentimental.[cita requerida]
Permaneció en los Estados Unidos desde 1904, aunque pasó la mitad del tiempo en prisión, conducido de una ciudad a otra.[cita requerida]

### Participación en la Revolución mexicana

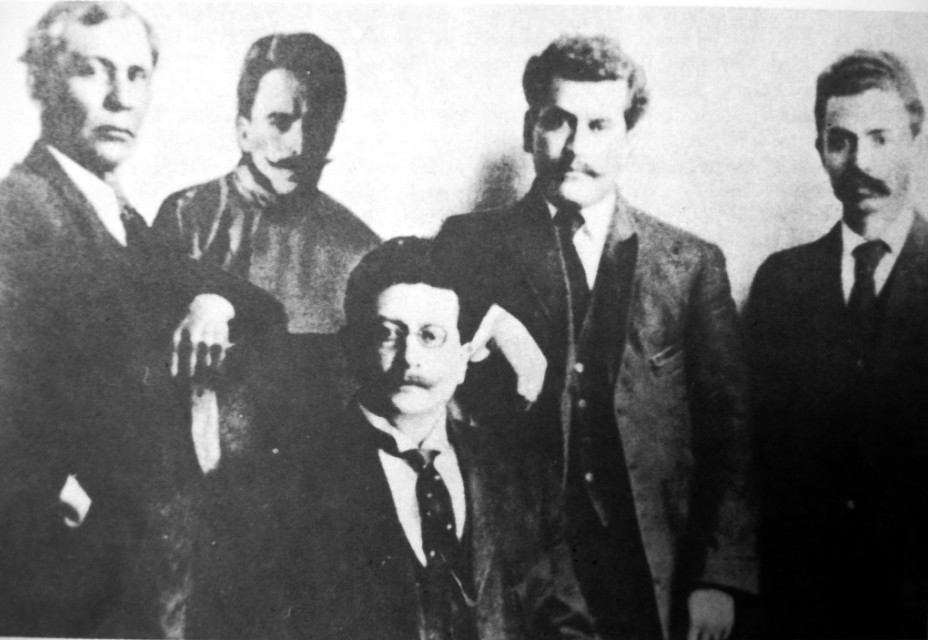
Junta Organizadora del Partido Liberal Mexicano en 1910. Anselmo L. Figueroa, Práxedis G. Guerrero, Ricardo Flores Magón, Enrique Flores Magón y Librado Rivera.

Fue un precursor intelectual de la Revolución mexicana, y desde 1906 promovió la lucha armada a todo lo largo de la frontera con Estados Unidos para extender la revolución social al resto de la República Mexicana a través de los múltiples grupos afiliados, la mayoría de manera secreta, al Partido Liberal Mexicano; sin embargo, las actividades armadas del PLM no consiguieron influir en el resto del movimiento armado que estalló en 1910.
Francisco I. Madero, quien encabezó el levantamiento antirreeleccionista en 1910, lo invitó a adherirse al Plan de San Luis para derrocar a Porfirio Díaz. Sin embargo, Ricardo Flores Magón rechazó el ofrecimiento por considerar que la causa encabezada por Madero era una rebelión burguesa carente de propuestas sociales. Para Flores Magón, la revolución política de Madero era insuficiente. Consideraba que debería impulsarse a la vez una revolución económica, y que era necesaria la abolición del Estado y la propiedad privada. En los años siguientes simpatizó con la lucha de los campesinos zapatistas en el Estado de Morelos.[cita requerida]
Desde Los Ángeles, California, continuó con las labores de agitación revolucionaria y tuvo contacto con anarquistas y socialistas estadounidenses, principalmente con militantes del sindicato Industrial Workers of the World (Trabajadores Industriales del Mundo), que simpatizaron con el esfuerzo revolucionario del Partido Liberal Mexicano. Entre ellos, se encontraba el anarquista catalán Pedro Esteve, un sindicalista "wobblie" y editor de prensa obrera residente en Nueva York que publicó varios artículos de Ricardo Flores Magón en sus semanarios Cultura Proletaria (1911) y Cultura Obrera (1912-1918 y 1922-1925). El 14 de junio de 1911, Flores Magón fue detenido y acusado, junto con su hermano Enrique, Librado Rivera y Anselmo L. Figueroa, de violar las leyes de neutralidad de los Estados Unidos y promover la rebelión de Baja California.[cita requerida]
Después de la derrota en Baja California, la Junta Organizadora continuó sus actividades en California. Para entonces, el PLM se había dividido, y otro grupo, de tendencia moderada y cercano a Madero, se constituyó en la Ciudad de México, editó su propia versión de Regeneración y se deslindó de la Junta Revolucionaria Anarquista de Los Ángeles. En respuesta, con los principales integrantes en la cárcel, la Junta en California publicó el manifiesto del 23 de septiembre de 1911 con rasgos claramente anarcocomunistas, desde el que convocaban a los revolucionarios mexicanos a luchar contra la autoridad, el clero y el capital.
Aunque las actividades secretas de la Junta del PLM y la destrucción de sus archivos en los múltiples allanamientos policiacos hacen imposible contar con evidencias, testimonios posteriores afirman que existió correspondencia entre Ricardo Flores Magón y Emiliano Zapata e incluso hubo invitación en 1913, a través de Antonio de Pío Araujo, para que la Junta Organizadora del PLM se trasladara al estado de Morelos, donde le sería provisto papel e imprenta para publicar Regeneración a nivel nacional. Sin embargo, la invitación no fue atendida, pues Flores Magón consideraba que el movimiento zapatista no iba más allá de exigir la restitución de la tierra a los campesinos morelenses. Aunque Zapata se mantenía independiente y sin confiar en los constitucionalistas, para Flores Magón la revolución no era un asunto de confianza sino un conflicto entre capital y trabajo.
Respecto a Pancho Villa, Flores Magón siempre le guardó antipatía, desde que Villa fue un aliado incondicional de Francisco I. Madero al inicio del levantamiento armado. Más aún cuando, en 1914, la anarquista Basilia Franco, cruzó la frontera para distribuir propaganda del PLM en Chihuahua y fue detenida y encarcelada por orden de Pancho Villa.[cita requerida]

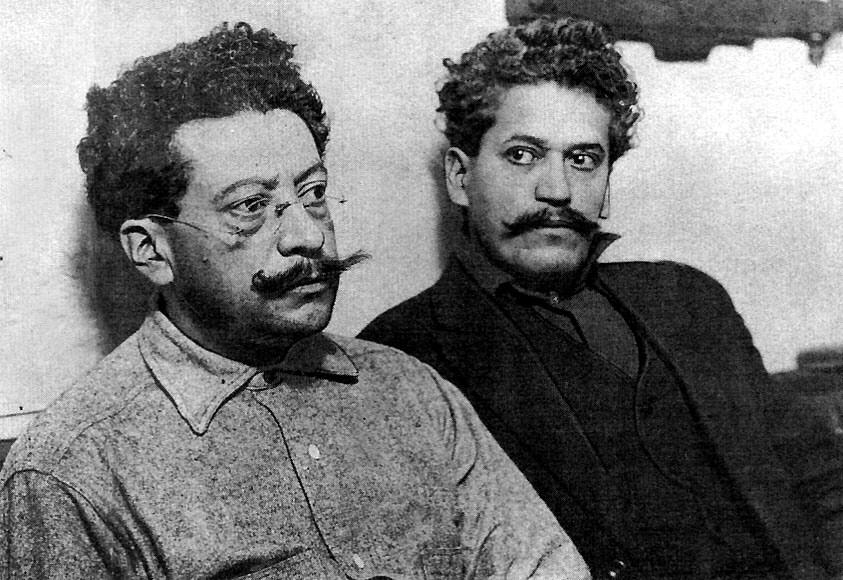
Ricardo y Enrique Flores Magón, en Los Ángeles.

Al salir de prisión en 1914, se vuelve a incorporar a las tareas de edición de Regeneración. Pero la escasez de recursos hizo que la publicación del periódico se suspendiera a finales de 1915. Para entonces ya había muerto Anselmo L. Figueroa y decidió trasladarse con un grupo de compañeros a una granja ubicada en el distrito Edendale de Los Ángeles, en donde pusieron en práctica sus ideales.
El 18 de febrero de 1916 fue arrestado en Edendale junto con su hermano Enrique, acusados de "depositar material indecente en el correo de los Estados Unidos", en referencia a unos artículos publicados en octubre y noviembre de 1915 en los cuales criticaba la política de Venustiano Carranza. El 19 de febrero fueron declarados presos, y la corte de Los Ángeles fijó una fianza 3000 dólares a cada uno. Permanecieron prisioneros hasta agosto de ese año, cuando un comité para promover su libertad, impulsado por Emma Goldman y Alexander Berkman, consiguió reunir el dinero de la fianza.
El 16 de marzo de 1918 publicó en Regeneración, junto con Librado Rivera, un manifiesto dirigido a los anarquistas del mundo, el cual motivó que ambos fueran encarcelados y sentenciados a 21 años de prisión en la penitenciaria de Mc Neil Island, en el estado de Washington, acusados de sabotear el esfuerzo bélico de Estados Unidos, que en ese entonces participaba en la Primera Guerra Mundial. La acción gubernamental en contra de Regeneración formaba parte de la ola de cierres de periódicos obreros y de detenciones de dirigentes sindicales de ideología radical, que se desencadenó cuando los Estados Unidos entraron en la Primera Guerra Mundial en abril de 1917. El Bureau of Investigation (el organismo predecesor de la FBI), además de vigilar a los inmigrantes alemanes residentes en el país, acosaba sistemáticamente a los dirigentes obreros de origen extranjero para encarcelarlos o deportarlos.

## Manifiesto del partido liberal
El manifiesto se redactó el 23 de septiembre de 1911, texto sobre el cual la junta organizadora del partido liberal se postula con una mentalidad crítica ante el Estado, previendo romper los paradigmas geopolíticos con una visión anarcocomunista; esta mentalidad revolucionaria también era una forma de revolucionar a las personas comunes, a través de una enseñanza acorde con las necesidades del pueblo, en tanto que para Ricardo Flores Magón las personas cultivadas en las ciencias y las letras gozaban de la libertad y el ocio del cual el trabajador común se encuentra privado, debido a que el trabajador, según Ricardo, es esclavo de su condición, ya que a este se le engaña para que trabaje en un puesto del cual jamás ascenderá. Para Ricardo Flores Magón, el sueldo es la cadena de los libres. Este manifiesto llega a tener inmerso el discurso de emancipación para quienes son esclavos. "Es deber de nosotros los pobres trabajar y luchar por romper las cadenas que nos hacen esclavos. Dejar la solución de nuestros problemas a las clases educadas y ricas es ponernos voluntariamente entre sus garras. Nosotros los plebeyos; nosotros los andrajosos; nosotros los hambrientos; los que no tenemos un terrón donde reclinar la cabeza; los que vivimos atormentados por la incertidumbre del pan de mañana para nuestras compañeras y nuestros hijos; [...] toca nosotros hacer esfuerzos poderosos, sacrificios mil para destruir hasta sus cimientos el edificio de la vieja sociedad que ha sido hasta aquí una madre cariñosa para los ricos."

## Evolución ideológica del Partido Liberal Mexicano
A mediados del siglo XIX, los primeros liberales mexicanos acuñaron las concepciones liberalitas europeas, sin embargo, no constituyeron grupos vigorosos de oposición; únicamente eran defensores de los postulados de la constitución de 1857, de la no reelección, de la división de poderes y del federalismo. Por otro lado, los nuevos liberales "revolucionarios" mexicanos, manifestaban la lucha por el antirreeleccionismo del gobierno de Porfirio Díaz.
El 28 de septiembre del año de 1905, nace en San Luis, Misuri, la Junta Organizadora del Partido Liberal Mexicano (PLM), donde se publicaron y distribuyeron copias con las bases su misma unificación; firmadas por Ricardo Flores Magón, Librado Rivera, Manuel Sarabia y Rosalío Bustamante. Se invitaba a trabajar por la reorganización del Partido Liberal, llamando a los ciudadanos a unirse para crear un Partido fuerte que fuese capaz de hacer respetar los principios liberales.
El 1 de julio de 1906 es publicado el programa del PLM; para Ricardo Flores Magón y los demás dirigentes de la junta del Partido Liberal Mexicano, sus objetivos eran ejercer un cambio radical en México donde debían de contemplar el beneficio de las clases trabajadoras. El PLM en sus orígenes adoptó las premisas del liberalismo, por ende muchos de sus miembros vivieron como exiliados en Estados Unidos durante sus años activos; gran parte de sus seguidores surgieron tanto de sectores mexicanoamericanos como de inmigrantes mexicanos. Los miembros del PLM influenciados por las tendencias sociales y económicas de la era moderna, alcanzaron la madurez política a fines del siglo XIX; apoyaron sus influencias y materializaron sus ideas de corrientes literarias político- filosóficas. Dentro de los literatos que complementaron sus panoramas se encuentran: Pierre-Joseph Proudhon, Mijaíl Bakunin, Charles Malato, Errico Malatesta y Piotr Kropotkin.
A partir de 1911, un sector del PLM, encabezado por Ricardo Flores Magón, experimentó un proceso de transformación que lo llevó del liberalismo radical, al anarcocomunismo y a apreciar el anarcosindicalismo. No obstante, a lo largo de ese año, muchos militantes del partido siguieron siendo liberales radicales, firmes demócratas e igualitarios, inclinados hacia un socialismo moderado. Después de 1912, la minoría que asumió los principios anarcocomunistas se constituyó en el núcleo intelectual del PLM, entre ellos Ricardo Flores Magón.
El impacto que Ricardo Flores Magón y el PLM provocaron en su momento, y aun en épocas posteriores, fue principalmente ideológico; de allí la importancia de abordar lo relativo a sus influencias intelectuales para una mejor comprensión del movimiento.

## Muerte

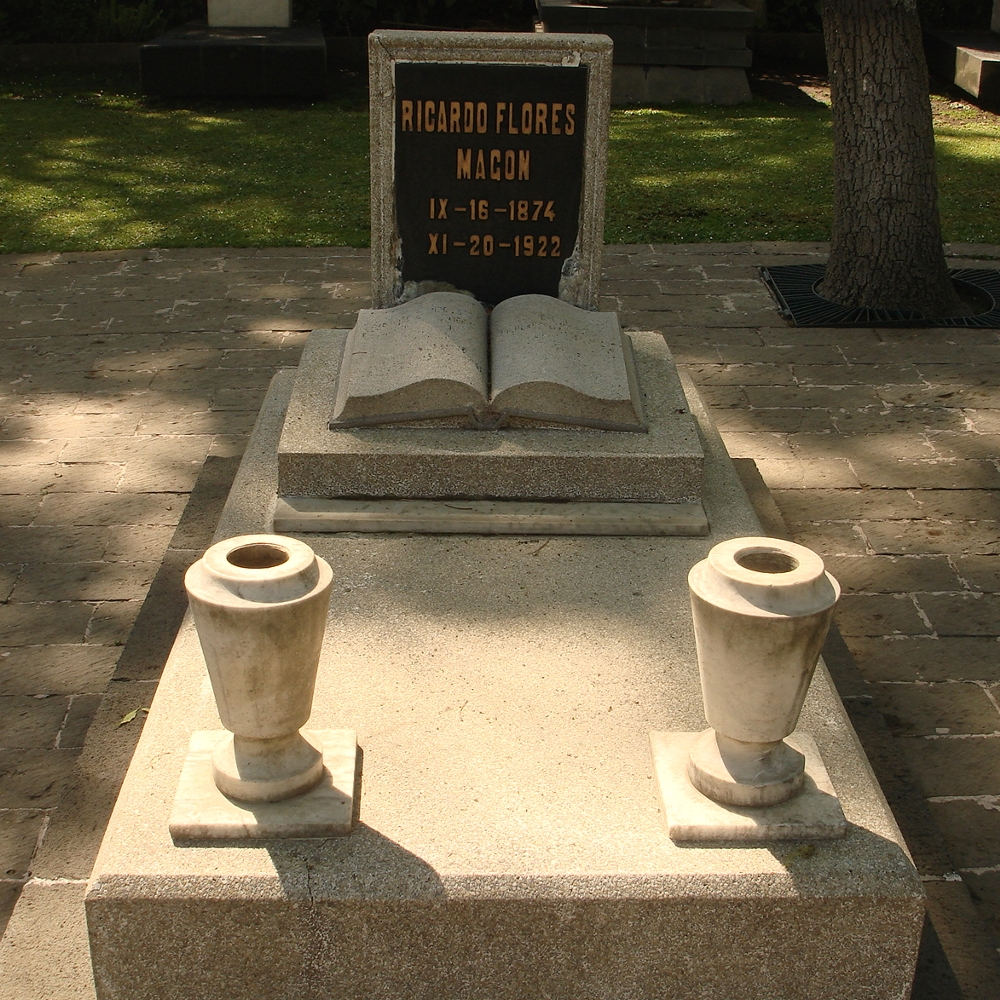
Sepulcro de Ricardo Flores Magón en la Rotonda de las Personas Ilustres (México).

Falleció el 21 de noviembre de 1922 en un calabozo, según las fuentes policiales, a causa de enfermedad, pese a que los informes médicos advertían de su buena salud. Un telegrama enviado decía «Ricardo Flores Magón murió repentinamente a las cinco de la mañana, de enfermedad cardíaca.»

## Reconocimientos
Ayudó al derrocamiento de Porfirio Díaz, buscando su mala fama mediante reportajes publicados en los diarios periodísticos. Irónicamente una vez muerto, el Estado contra el que tanto luchó Flores Magón comenzó a reconocerlo como el gran precursor de la Revolución mexicana. En 1945, durante el marco de la conmemoración del día del trabajo sus restos fueron trasladados a la Rotonda de las Personas Ilustres en la Ciudad de México. En 1993, la Cámara de Diputados decretó que se inscribiera en letras de oro el nombre de Ricardo Flores Magón en el muro de honor del Palacio Legislativo de San Lázaro. En 2008 el Instituto Nacional de Antropología e Historia con el fin de hacer una compilación exhaustiva de los escritos de Flores Magón, hizo público en Internet el Archivo Electrónico Ricardo Flores Magón.
Al mismo tiempo, el pensamiento y la obra de Flores Magón continuó inspirando movimientos sociales que ha reivindicado el pensamiento "magonista" durante todo el siglo XX y aún a principios del siglo XXI en México.
Uno de los Municipios Autónomos Rebeldes Zapatistas de la Zona Selva Fronteriza en el Estado de Chiapas fue bautizado en 1998 "Ricardo Flores Magón" por las comunidades indígenas tzeltales que lo forman. Su cabecera se encuentra Taniperla, donde se realizó el famoso Mural de Taniperla que fue ametrallado y destruido por el Ejército Federal Mexicano al día siguiente de su inauguración. Hasta la fecha, el himno de este Municipio Autónomo Rebelde Zapatista, habla de la lucha y la obra de Ricardo Flores Magón.
En 2022, el Gobierno de México declaró ese año como el Año de Ricardo Flores Magón, al reconocerlo como uno de los precursores de la Revolución Mexicana en el centenario de su muerte.

## Obra periodística

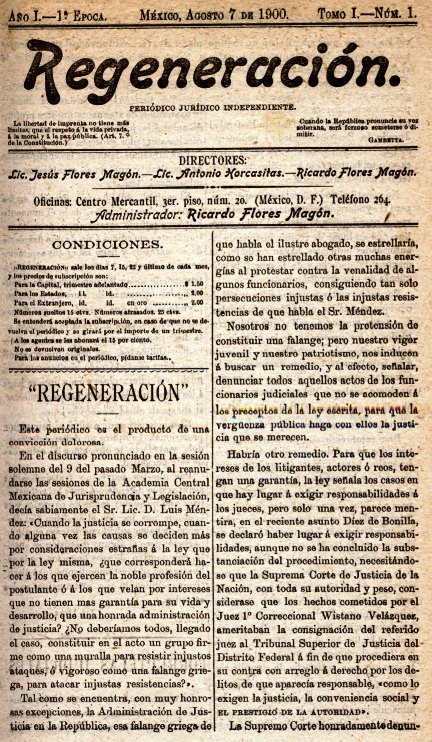
Primer ejemplar de Regeneración, 7 de agosto de 1900.

La principal aportación periodística de Ricardo Flores Magón se publicó en sus artículo de combate en Regeneración, periódico que sufrió múltiples interrupciones y como vocero oficial del Partido Liberal Mexicano y opositor a Porfirio Díaz, promovió y difundió sucesos revolucionarios.
En El hijo de El Ahuizote, publicación de corte satírico que arrendó en 1902, Flores Magón tiene otra participación importante junto con su hermano Enrique y el grabador José Guadalupe Posada, hasta que el periódico fue clausurado y Porfirio Díaz decretó que ningún periódico o escrito de los Flores Magón podría ser publicado en México, bajo pena de severos castigos a los impresores que lo hicieran y el decomiso de la imprenta. En ese tiempo también publicó sus artículos serios en Excélsior.
Entre 1902 y 1908 escribió bajo los seudónimos de Escorpión, Anakreón y Netzahualpilli.
| Publicación          | Lugar                                                               | Fecha                                             |
| El Demócrata         | México, D.F.                                                        | 1893                                              |
| Excélsior            | México, D.F.                                                        | 1903 - ?                                          |
| Diario del Hogar     | México, D.F.                                                        | 1890 - 1913                                       |
| El hijo del Ahuizote | México, D.F.                                                        | 1890 - 1903                                       |
| Regeneración         | México, D.F., San Antonio, Texas, San Luis, Misuri, Los Ángeles, CA | (1900 - 1901), (1904), (1905 -1906), (1910 -1918) |
| La Protesta          | Buenos Aires, Argentina                                             | 1906-1918                                         |
| Revolución           | Los Ángeles, CA                                                     | 1907 -1908                                        |
| Tierra y Libertad    | Los Ángeles, CA                                                     | 1908                                              |

## Obra política
Fue el ideólogo precursor de la Revolución mexicana, y del movimiento revolucionario del Partido Liberal Mexicano (PLM). Flores Magón planteó su pensamiento político principalmente en artículos publicados en periódicos como El hijo de El Ahuizote y Regeneración, esta última publicación inspiró múltiples sublevaciones obreras contra la dictadura del General Porfirio Díaz.
Las ideas propuestas en el programa del PLM serían retomados por los hombres y mujeres que se levantaron en armas en 1910 en contra no sólo de la larga dictadura del General Díaz, como el levantamiento armado antirreeleccionista de Francisco I. Madero, sino para luchar por Tierra y Libertad con el afán de extender una revolución social a todo el mundo. Parte importante de los postulados del Partido Liberal Mexicano fueron retomados por el movimiento constitucionalista que promulgó la Ley Obrera de 1915 y la legislación mexicana de 1917, e inspiraron el movimiento sindical de 1920.

## Obra filosófica
Exploró las ideas de anarquistas contemporáneos y de la primera generación de filósofos e ideólogos como Mijaíl Bakunin, Pierre-Joseph Proudhon, viéndose influenciado también por Eliseo Reclus, Charles Malato, Errico Malatesta, Anselmo Lorenzo, Emma Goldman, Fernando Tarrida del Mármol y Max Stirner. Aunque se acercó a la obra de Karl Marx y Henrik Ibsen, puede decirse que fueron los trabajos de Piotr Kropotkin los que más influyeron en la construcción de su propia concepción de la lucha revolucionaria. Su anarquismo se formó en parte de acuerdo a las bases del liberalismo mexicano, pero tomando en cuenta el sentido de autonomía y comunidad de los pueblos indígenas.

## Obra literaria
La obra literaria de Flores Magón compuesta por cuentos y breves relatos fue publicada inicialmente en el transcurso de la cuarta época de Regeneración en Los Ángeles, entre 1910 y 1917.
Su pieza teatral Tierra y Libertad se escribió, se publicó y se representó en 1916. Su segunda obra, Verdugos y víctimas fue escrita en 1918. Ambas fueron publicadas por el Grupo Cultural Ricardo Flores Magón en la Ciudad de México en 1924.